# For My Pain...
For My Pain... är ett gothic metalband vilket startades 1999 av Petri Salanka och Altti Veteläinen från Finland. Där efter gick också Juha Kylmänen, Lauri Tuohimaa, Olli-Pekka Törrö och Tuomas Holopainen med i bandet. 
2001 kom de i kontakt med en studio och tre år senare kunde de släppa första och hittills enda studioalbum Fallen. Året därpå släpptes 3-spåriga singeln Killing Romance och knappt ett år efter det bestämde sig medlemmarna för att pausa bandet på obestämd tid. 
Först i december år 2023 återförenades bandet med intention att börja skriva ny musik. Denna återförening skedde utan Petri Salanka och Tuomas Holopainen som blev ersatta av Ari-Matti Pohjola på trummor och Marco Sneck (tidigare livemedlem) på keyboard.   

## Medlemmar
Senaste medlemmar
- Altti Veteläinen – basgitarr (1999–2005, 2023–)
- Lauri Tuohimaa – gitarr (1999–2004, 2023–)
- Olli-Pekka Törrö – gitarr (2001–2004, 2023–)
- Juha Kylmänen – sång (2001–2005, 2023–)
- Marco Sneck – keyboard (2023–)
- Ari-Matti Pohjola – trummor (2023–)

Tidigare medlemmar
- Petri Sankala – trummor (1999–2005)
- Tuomas Holopainen – keyboard (1999–2005)

Turnerande medlemmar
- Marco Sneck – keyboard (2004)
- Pasi Hiltula – keyboard (2005)

## Diskografi
Studioalbum
- Fallen (2003)

Singlar
- "Killing Romance" (2004)
- "Recoil Into Darkness" (2024)
- "WitchBitch Elite" (2024)
- "Hetken tie on kevyt (Tehosekoitin cover)" (2025)
- "Time Will Heal Our Wounds" (2025)